# Darren Boyko
Pour les articles homonymes, voir Boyko (homonymie).
Darren Boyko (né le 16 janvier 1964 à Winnipeg au Canada) est un joueur canadien de hockey sur glace qui occupait le poste d'attaquant.
Après Carl Brewer, il est le second joueur de hockey non finlandais admis au Temple de la renommée du hockey finlandais.

## Biographie
Né à Winnipeg au Manitoba, il participe au Tournoi international de hockey pee-wee de Québec en 1977 avec un club de hockey mineur de Saint-Boniface. Il effectue un passage très bref dans la LNH et dans la SHL, avant d'accomplir la majorité de sa carrière dans le club HIFK d'Helsinki en Finlande.

## Récompenses et réalisations
- LHJM Première équipe All-Star (1981)
- LHJM Champion marqueur (1981)
- Honoured Member du Temple de la renommé du hockey manitobain (en)
- Membre #180 du Temple de la renommée du hockey finlandais